# Saint-Jean-Lachalm
Saint-Jean-Lachalm ist eine französische Gemeinde mit 303 Einwohnern (Stand 1. Januar 2022) im Département Haute-Loire in der Region Auvergne-Rhône-Alpes (vor 2016 Auvergne). Die Gemeinde gehört zum Arrondissement Le Puy-en-Velay und zum Kanton Velay volcanique.

## Geographie
Saint-Jean-Lachalm liegt etwa 16 Kilometer südwestlich von Le Puy-en-Velay im Zentralmassiv.

### Nachbargemeinden
Umgeben wird Saint-Jean-Lachalm von den Nachbargemeinden Saint-Privat-d’Allier im Norden und Nordwesten, Bains im Norden und Nordosten, Séneujols im Osten, Cayres im Südosten, Ouides im Süden, Alleyras im Südwesten sowie Monistrol-d’Allier im Westen.

## Bevölkerungsentwicklung
| Jahr                       | 1962 | 1968 | 1975 | 1982 | 1990 | 1999 | 2006 | 2011 | 2017 |
| Einwohner                  | 573  | 517  | 461  | 409  | 336  | 281  | 282  | 282  | 289  |
| Quellen: Cassini und INSEE |      |      |      |      |      |      |      |      |      |

## Sehenswürdigkeiten
- Kirche Saint-Jean-Baptiste, seit 1908 Monument historique
- Burgruine von Mirmande, im 15. Jahrhundert zerstört

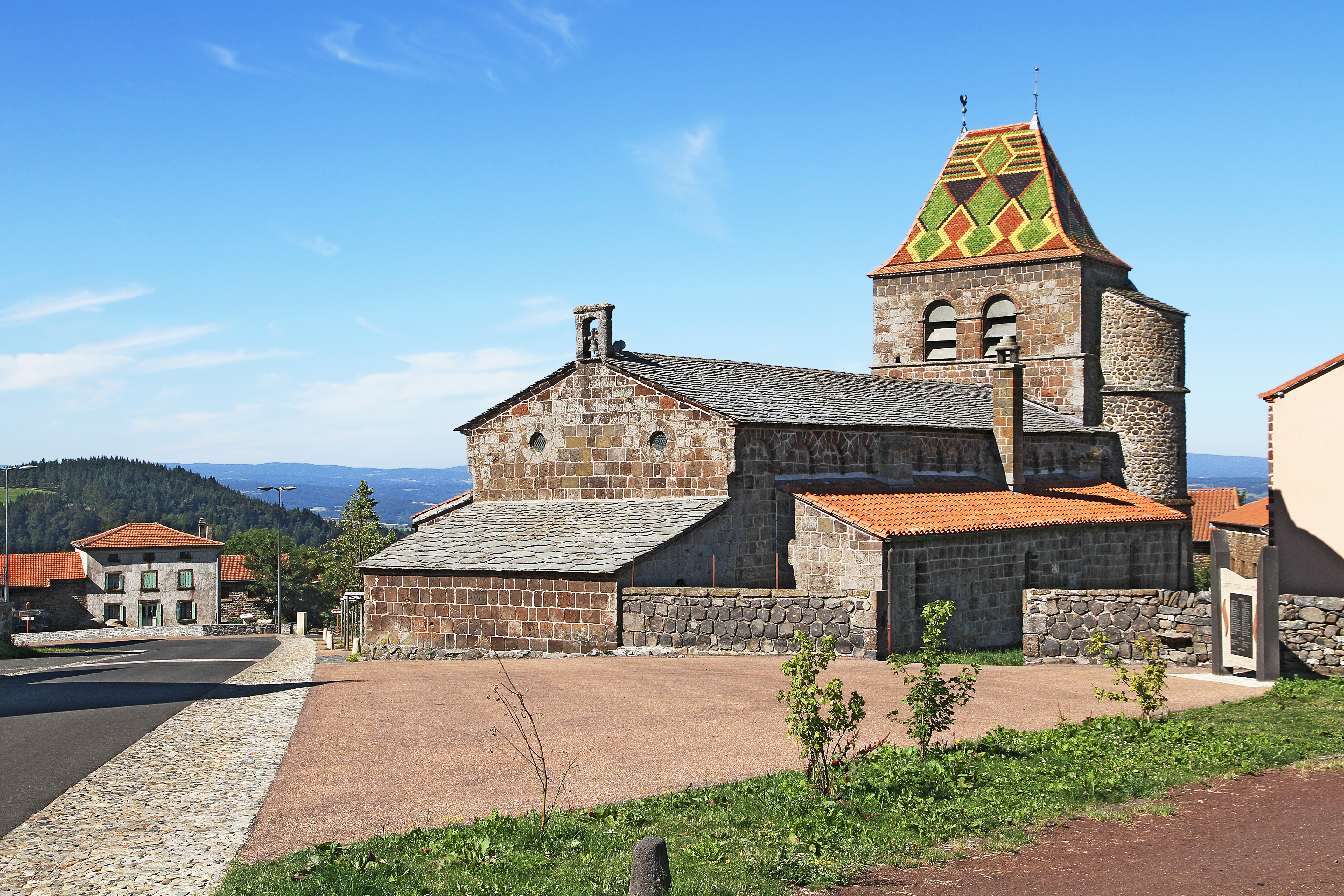
Kirche Saint-Jean-Baptiste